# نام جو هیوک
نام جو هیوک (کره‌ای: 남주혁؛ زادهٔ ۲۲ فوریه ۱۹۹۴) بازیگر و مدل اهل کره جنوبی است. او در مجموعه‌های تلویزیونی تو کیستی: مدرسه ۲۰۱۵ (۲۰۱۵)، پری وزنه‌برداری کیم بوک‌جو (۲۰۱۶)، عاشقان ماه (۲۰۱۶)، عروس خدای آب (۲۰۱۷)، نور چشمانت (۲۰۱۹)، ماجراهای پرستار مدرسه (۲۰۲۰)، استارت آپ (۲۰۲۰) و بیست و پنج بیست و یک (۲۰۲۲) ایفای نقش کرده‌است.

## فیلم‌شناسی

### فیلم
| سال  | عنوان      | نقش      | مرجع. |
| ---- | ---------- | -------- | ----- |
| ۲۰۱۸ | نبرد بزرگ  | سعومول   | [ ۱ ] |
| ۲۰۲۰ | خوزه       | جوان سوک | [ ۲ ] |
| ۲۰۲۲ | به یاد آور | جیسون    | [ ۳ ] |

### مجموعه تلویزیونی
| سال  | عنوان                    | شبکه       | نقش                    | منابع         |
| ---- | ------------------------ | ---------- | ---------------------- | ------------- |
| ۲۰۱۴ | پری دریایی بیکار         | تی‌وی‌ان     | پارک ده-باک            | [ ۴ ]         |
| ۲۰۱۵ | تو کیستی: مدرسه ۲۰۱۵     | کی‌بی‌اس۲    | هان یی-آن              | [ ۵ ]         |
| ۲۰۱۵ | وسوسه پر زرق و برق       | ام‌بی‌سی     | جین هیونگ-وو (جوان)    | [ ۶ ]         |
| ۲۰۱۶ | پنیر در تله              | تی‌وی‌ان     | کوان اون-تک            | [ ۷ ]         |
| ۲۰۱۶ | عاشقان ماه               | اس‌بی‌اس     | سیزدهمین شاهزاده بک-آه | [ ۸ ]         |
| ۲۰۱۶ | پری وزنه‌برداری کیم بوک‌جو | ام‌بی‌سی     | جونگ جون-هیونگ         | [ ۹ ]         |
| ۲۰۱۷ | عروس خدای آب             | تی‌وی‌ان     | هابک                   | [ ۱۰ ]        |
| ۲۰۱۹ | نور چشمانت               | جی‌تی‌بی‌سی   | لی جون-ها              | [ ۱۱ ]        |
| ۲۰۲۰ | ماجراهای پرستار مدرسه    | نتفلیکس    | هونگ این پیو           | [ ۱۲ ]        |
| ۲۰۲۰ | استارت آپ                | تی‌وی‌ان     | نام دو-سان             | [ ۱۳ ]        |
| ۲۰۲۲ | بیست و پنج بیست و یک     | تی‌وی‌ان     | بک یی-جین              | [ ۱۴ ]        |
| ۲۰۲۳ | پارتیزان                 | دیزنی پلاس | کیم جی یونگ            | [ ۱۵ ] [ ۱۶ ] |

### برنامه تلویزیونی
| سال     | عنوان                            | شبکه     | نقش          | مرجع.  |
| ------- | -------------------------------- | -------- | ------------ | ------ |
| ۲۰۱۴    | نام تی‌وی                         | یوتیوب   | عضو بازیگران |        |
| ۲۰۱۴–۱۵ | خارج از مدرسه                    | جی‌تی‌بی‌سی | عضو بازیگران | [ ۱۷ ] |
| ۲۰۱۶    | سلبریتی برومانس                  | ام‌بی‌سی   | عضو بازیگران | [ ۱۸ ] |
| ۲۰۱۶    | سه وعده غذا در روز: دهکده گوچانگ | تی‌وی‌ان   | عضو بازیگران | [ ۱۹ ] |
| ۲۰۱۶    | آب نبات گوش من                   | تی‌وی‌ان   | عضو بازیگران | [ ۲۰ ] |
| ۲۰۱۹    | قهوه دوستان                      | تی‌وی‌ان   | عضو بازیگران |        |